# Іспанія на літніх Олімпійських іграх 2016
Іспанію на літніх Олімпійських іграх 2016 представляли 305 спортсменів у 25 видах спорту.

## Медалісти
| Медаль | Спортсмени | Вид спорту                      | Дисципліна                                | Дата      |
| ------ | --- | ------------------------------- | ----------------------------------------- | --------- |
| Золото | Мірея Бельмонте | Плавання                        | 200 м батерфляєм (жінки)                  | 10 серпня |
| Золото | Маялен Шурро | Веслування на байдарках і каное | слалом, байдарки-одиночки (жінки)         | 11 серпня |
| Золото | Марк Лопес Таррес Рафаель Надаль | Теніс                           | чоловічий парний турнір                   | 12 серпня |
| Золото | Маркус Вальц | Веслування на байдарках і каное | байдарки-одиночки, 1000 метрів (чоловіки) | 16 серпня |
| Золото | Саул Кравіотто Крістіан Торо Карбальйо | Веслування на байдарках і каное | байдарки-двійки, 200 метрів (чоловіки)    | 16 серпня |
| Золото | Кароліна Марін | Бадмінтон                       | одиночний розряд (жінки)                  | 19 серпня |
| Золото | Рут Бейтья | Легка атлетика                  | стрибки у висоту (жінки)                  | 20 серпня |
| Срібло | Орландо Ортега | Легка атлетика                  | біг на 110 м з бар'єрами (чоловіки)       | 16 серпня |
| Срібло | Ева Калво | Тхеквондо                       | до 57 кг (жінки)                          | 18 серпня |
| Срібло | Жіноча збірна Іспанії з баскетболу Анна Крус Сільвія Домінгес Лаура Хіль Асту Ндур Лаура Ніколлс Лая Палау Лусіла Паскуа Лаура Кеведо Леонор Родрігес Летісія Ромеро Альба Торренс Марта Шаргай | Баскетбол                       | жіночий турнір                            | 20 серпня |
| Срібло | Сандра Агілар Артемі Гавезу Елена Лопес Лурдес Моедано Алехандра Кереда | Гімнастика                      | групове багатоборство                     | 21 серпня |
| Бронза | Мірея Бельмонте | Плавання                        | 400 м комплексом (жінки)                  | 6 серпня  |
| Бронза | Лідія Валентін | Важка атлетика                  | до 75 кг (жінки)                          | 12 серпня |
| Бронза | Хоель Гонсалес | Тхеквондо                       | до 68 кг (чоловіки)                       | 18 серпня |
| Бронза | Саул Кравіотто | Веслування на байдарках і каное | байдарки-одиночки, 200 м (чоловіки)       | 20 серпня |
| Бронза | Збірна Іспанії з баскетболу Алекс Абрінес Хосе Кальдерон Віктор Клавер Руді Фернандес Пау Газоль Віллі Ернангомес Серхіо Люль Нікола Міротич Хуан Карлос Наварро Феліпе Реєс Рікі Рубіо         | Баскетбол                       | чоловічий турнір                          | 21 серпня |
| Бронза | Карлос Колома | Велоспорт                       | маунтінбайк (чоловіки)                    | 21 серпня |

## Спортсмени
| Дисципліна                      | Чоловіки | Жінки | Разом |
| ------------------------------- | -------- | ----- | ----- |
| Стрільба з лука                 | 3        | 1     | 4     |
| Легка атлетика                  | 8        | 8     | 16    |
| Бадмінтон                       | 1        | 1     | 2     |
| Баскетбол                       | 12       | 12    | 24    |
| Бокс                            | 2        | 0     | 2     |
| Веслування на байдарках і каное | 9        | 2     | 11    |
| Велоспорт                       | 9        | 3     | 12    |
| Кінний спорт                    | 6        | 3     | 9     |
| Хокей на траві                  | 16       | 16    | 32    |
| Гольф                           | 2        | 2     | 4     |
| Гімнастика                      | 2        | 7     | 9     |
| Гандбол                         | 0        | 14    | 14    |
| Дзюдо                           | 2        | 3     | 5     |
| Академічне веслування           | 2        | 2     | 4     |
| Регбі-7                         | 12       | 12    | 24    |
| Вітрильний спорт                | 7        | 7     | 14    |
| Стрільба                        | 4        | 2     | 6     |
| Плавання                        | 13       | 11    | 24    |
| Синхронне плавання              | —        | 2     | 2     |
| Настільний теніс                | 1        | 1     | 2     |
| Тхеквондо                       | 2        | 1     | 3     |
| Теніс                           | 5        | 4     | 9     |
| Тріатлон                        | 3        | 3     | 6     |
| Волейбол                        | 2        | 2     | 4     |
| Водне поло                      | 13       | 13    | 26    |
| Важка атлетика                  | 3        | 1     | 4     |
| Боротьба                        | 1        | 0     | 1     |
| Разом                           | 140      | 133   | 273   |

## Стрільба з лука
| Спортсмен                                                  | Дисципліна                        | Попередній раунд | Попередній раунд | 1/32 фіналу                           | 1/16 фіналу             | 1/8 фіналу             | Чвертьфінали       | Півфінали          | Фінал / БМ         | Фінал / БМ       |
| Спортсмен                                                  | Дисципліна                        | Результат        | Сіяний           | Суперник Результат                    | Суперник Результат      | Суперник Результат     | Суперник Результат | Суперник Результат | Суперник Результат | Місце            |
| ---------------------------------------------------------- | --------------------------------- | ---------------- | ---------------- | ------------------------------------- | ----------------------- | ---------------------- | ------------------ | ------------------ | ------------------ | ---------------- |
| Мігель Альваріньйо                                         | індивідуальна першість (чоловіки) | 651              | 44               | Даніель (FRA) W 6–0                   | Lee S-y (KOR) L 1–7     | Завершив виступ        | Завершив виступ    | Завершив виступ    | Завершив виступ    | Завершив виступ  |
| Антоніо Фернандес                                          | індивідуальна першість (чоловіки) | 657              | 35               | [[Као Хаовень]\|Kao H-w]] (TPE) W 6–0 | Паскуалуччі (ITA) W 6–2 | Ворт (AUS) L 3–7       | Завершив виступ    | Завершив виступ    | Завершив виступ    | Завершив виступ  |
| Хуан Ігнасіо Родрігес                                      | індивідуальна першість (чоловіки) | 678              | 10               | Nor Hasrin (MAS) W 6–0                | Рамекерс (BEL) W 6–0    | Фурукава (JPN) L 3–7   | Завершив виступ    | Завершив виступ    | Завершив виступ    | Завершив виступ  |
| Мігель Альваріньйо Антоніо Фернандес Хуан Ігнасіо Родрігес | командна першість (чоловіки)      | 1986             | 8                | Н/Д                                   | Н/Д                     | Нідерланди (NED) L 1–5 | Завершив виступ    | Завершив виступ    | Завершив виступ    | Завершив виступ  |
| Адріана Мартін                                             | індивідуальна першість (жінки)    | 630              | 32               | Le C-y (TPE) L 2–6                    | Завершила виступ        | Завершила виступ       | Завершила виступ   | Завершила виступ   | Завершила виступ   | Завершила виступ |

## Легка атлетика
Легенда
- Note – для трекових дисциплін місце вказане лише для забігу, в якому взяв участь спортсмен
- Q = пройшов у наступне коло напряму
- q = пройшов у наступне коло за добором (для трекових дисциплін - найшвидші часи серед тих, хто не пройшов напряму; для технічних дисциплін - увійшов до визначеної кількості фіналістів за місцем якщо напряму пройшло менше спортсменів, ніж визначена кількість)
- qr = Qualify repechaged for the next round because a race incident
- NR = Національний рекорд
- N/A = Коло відсутнє у цій дисципліні
- Bye = спортсменові не потрібно змагатися у цьому колі

Трекові і шосейні дисципліни
Чоловіки
| Спортсмен           | Дисципліна           | Попередній забіг | Попередній забіг | Півфінал        | Півфінал        | Фінал           | Фінал           |
| Спортсмен           | Дисципліна           | Результат        | Місце            | Результат       | Місце           | Результат       | Місце           |
| ------------------- | -------------------- | ---------------- | ---------------- | --------------- | --------------- | --------------- | --------------- |
| Бруно Ортелано      | 200 м                | 20.12 NR         | 1 Q              | 20.16           | 4               | Завершив виступ | Завершив виступ |
| Даніель Андухар     | 800 м                | 1:48.50          | 4                | Завершив виступ | Завершив виступ | Завершив виступ | Завершив виступ |
| Альваро де Арріба   | 800 м                | 1:46.86          | 4                | Завершив виступ | Завершив виступ | Завершив виступ | Завершив виступ |
| Кевін Лопес         | 800 м                | 1:53.41          | 8                | Завершив виступ | Завершив виступ | Завершив виступ | Завершив виступ |
| Давид Бустос        | 1500 м               | 3:39.73          | 7 q              | 3:56.54         | 11 qr           | 3:51.06         | 7               |
| Адель Мечаль        | 1500 м               | 3:48.41          | 9                | Завершив виступ | Завершив виступ | Завершив виступ | Завершив виступ |
| Адель Мечаль        | 5000 м               | 13:34.42         | 17               | Н/Д             | Н/Д             | Завершив виступ | Завершив виступ |
| Антоніо Абадія      | 5000 м               | 14:33.20         | 22               | Н/Д             | Н/Д             | Завершив виступ | Завершив виступ |
| Іліас Фіфа          | 5000 м               | 13:30.23         | 9                | Н/Д             | Н/Д             | Завершив виступ | Завершив виступ |
| Їдіель Контрерас    | 110 м з бар'єрами    | 13.62            | 5 q              | 13.54           | 6               | Завершив виступ | Завершив виступ |
| Орландо Ортега      | 110 м з бар'єрами    | 13.32            | 1 Q              | 13.32           | 1 Q             | 13.17           | 2               |
| Серхіо Фернандес    | 400 м з бар'єрами    | 49.31            | 5 q              | 48.87 NR        | 3               | Завершив виступ | Завершив виступ |
| Фернандо Карро      | 3000 м з перешкодами | 8:34.45          | 10               | Н/Д             | Н/Д             | Завершив виступ | Завершив виступ |
| Себастьян Мартос    | 3000 м з перешкодами | 8:28.44          | 5                | Н/Д             | Н/Д             | Завершив виступ | Завершив виступ |
| Абделазіз Мерзугі   | 3000 м з перешкодами | 9:03.40          | 15               | Н/Д             | Н/Д             | Завершив виступ | Завершив виступ |
| Карлес Кастільєхо   | Марафон              | Н/Д              | Н/Д              | Н/Д             | Н/Д             | 2:18:34         | 49              |
| Хесус Еспана        | Марафон              | Н/Д              | Н/Д              | Н/Д             | Н/Д             | 2:20:08         | 65              |
| Франсіско Арсілла   | ходьба на 20 км      | Н/Д              | Н/Д              | Н/Д             | Н/Д             | 1:27.50         | 55              |
| Альваро Мартін      | ходьба на 20 км      | Н/Д              | Н/Д              | Н/Д             | Н/Д             | 1:22.11         | 22              |
| Мігель Анхель Лопес | ходьба на 20 км      | Н/Д              | Н/Д              | Н/Д             | Н/Д             | 1:20.58         | 11              |
| Мігель Анхель Лопес | ходьба на 50 км      | Н/Д              | Н/Д              | Н/Д             | Н/Д             | DNF             | DNF             |
| Хосе Ігнасіо Діас   | ходьба на 50 км      | Н/Д              | Н/Д              | Н/Д             | Н/Д             | DNF             | DNF             |
| Хесус Анхель Гарсія | ходьба на 50 км      | Н/Д              | Н/Д              | Н/Д             | Н/Д             | 3:54:29         | 20              |

Жінки
| Спортсменка       | Дисципліна           | Попередній забіг | Попередній забіг | Півфінал         | Півфінал         | Фінал            | Фінал            |
| Спортсменка       | Дисципліна           | Результат        | Місце            | Результат        | Місце            | Результат        | Місце            |
| ----------------- | -------------------- | ---------------- | ---------------- | ---------------- | ---------------- | ---------------- | ---------------- |
| Естела Гарсія     | 200 м                | 23.43            | 6                | Завершила виступ | Завершила виступ | Завершила виступ | Завершила виступ |
| Ааурі Бокеса      | 400 м                | 53.51            | 6                | Завершила виступ | Завершила виступ | Завершила виступ | Завершила виступ |
| Естер Герреро     | 800 м                | 2:01.85          | 3                | Завершила виступ | Завершила виступ | Завершила виступ | Завершила виступ |
| Тріхас Гебре      | 10000 м              | Н/Д              | Н/Д              | Н/Д              | Н/Д              | 32:09.67         | 29               |
| Карідад Херес     | 100 м з бар'єрами    | 13.26            | 6                | Завершила виступ | Завершила виступ | Завершила виступ | Завершила виступ |
| Діана Мартін      | 3000 м з перешкодами | 9:44.07          | 12               | Н/Д              | Н/Д              | Завершила виступ | Завершила виступ |
| Алессандра Агілар | Марафон              | Н/Д              | Н/Д              | Н/Д              | Н/Д              | DNF              | DNF              |
| Асусена Діас      | Марафон              | Н/Д              | Н/Д              | Н/Д              | Н/Д              | 2:35:02          | 34               |
| Естела Наваскес   | Марафон              | Н/Д              | Н/Д              | Н/Д              | Н/Д              | DNF              | DNF              |
| Ракель Гонсалес   | ходьба на 20 км      | Н/Д              | Н/Д              | Н/Д              | Н/Д              | 1:33:03          | 20               |
| Беатріс Паскуаль  | ходьба на 20 км      | Н/Д              | Н/Д              | Н/Д              | Н/Д              | 1:30:24          | 8                |
| Юлія Такач        | ходьба на 20 км      | Н/Д              | Н/Д              | Н/Д              | Н/Д              | 1:35:45          | 33               |

Технічні дисципліни
Чоловіки
| Спортсмен             | Дисципліна        | Кваліфікація       | Кваліфікація | Фінал              | Фінал           |
| Спортсмен             | Дисципліна        | Результат у метрах | Місце        | Результат у метрах | Місце           |
| --------------------- | ----------------- | ------------------ | ------------ | ------------------ | --------------- |
| Жан Марі Окютю        | стрибки в довжину | 7.75               | 20           | Завершив виступ    | Завершив виступ |
| Пабло Торріхос        | потрійний стрибок | 16.11              | 31           | Завершив виступ    | Завершив виступ |
| Карлос Тобаліна       | штовхання ядра    | 19.98              | 17           | Завершив виступ    | Завершив виступ |
| Борха Вівас           | штовхання ядра    | 20.25              | 14           | Завершив виступ    | Завершив виступ |
| Франк Касаньяс        | метання диска     | 59.96              | 25           | Завершив виступ    | Завершив виступ |
| Лоїс Майкель Мартінес | метання диска     | 59.42              | 27           | Завершив виступ    | Завершив виступ |
| Хав'єр Сьєнфуегос     | метання молота    | 69.73              | 27           | Завершив виступ    | Завершив виступ |

Жінки
| Спортсменка          | Дисципліна        | Кваліфікація       | Кваліфікація | Фінал              | Фінал            |
| Спортсменка          | Дисципліна        | Результат у метрах | Місце        | Результат у метрах | Місце            |
| -------------------- | ----------------- | ------------------ | ------------ | ------------------ | ---------------- |
| Рут Бейтья           | стрибки у висоту  | 1.94               | =1 Q         | 1.97               | 1                |
| Джульєт Ітойя        | стрибки в довжину | 6.35               | 22           | Завершила виступ   | Завершила виступ |
| Марія дель Мар Ховер | стрибки в довжину | 5.90               | 36           | Завершила виступ   | Завершила виступ |
| Консепсьйон Монтанер | стрибки в довжину | 6.32               | 24           | Завершила виступ   | Завершила виступ |
| Патрісія Саррапіо    | потрійний стрибок | 13.35              | 32           | Завершила виступ   | Завершила виступ |
| Сабіна Асенхо        | метання диска     | 56.94              | 23           | Завершила виступ   | Завершила виступ |

Комбіновані дисципліни – десятиборство (чоловіки)
| Спортсмен    | Дисципліна | 100 м | СД   | ШЯ    | СВ   | 400 м | 110Б  | МД    | СЖ   | МС    | 1500 м  | Final | Місце |
| ------------ | ---------- | ----- | ---- | ----- | ---- | ----- | ----- | ----- | ---- | ----- | ------- | ----- | ----- |
| Пау Тоннесен | Результат  | 11.32 | 7.33 | 13.69 | 2.01 | 50.81 | 14.99 | 46.31 | 5.20 | 60.15 | 4:46.27 | 7982  | 17    |
| Пау Тоннесен | Очки       | 791   | 893  | 709   | 813  | 778   | 851   | 794   | 972  | 740   | 641     | 7982  | 17    |

## Бадмінтон
| Спортсмен      | Дисципліна                  | Груповий етап                  | Груповий етап                      | Груповий етап | Вибування          | Чвертьфінал                     | Півфінал                     | Фінал / БМ                          | Фінал / БМ      |
| Спортсмен      | Дисципліна                  | Суперник Результат             | Суперник Результат                 | Місце         | Суперник Результат | Суперник Результат              | Суперник Результат           | Суперник Результат                  | Місце           |
| -------------- | --------------------------- | ------------------------------ | ---------------------------------- | ------------- | ------------------ | ------------------------------- | ---------------------------- | ----------------------------------- | --------------- |
| Пабло Абіан    | одиночний розряд (чоловіки) | Yu Woon (BRU) W (21–12, 21–10) | Hu Y (HKG) L (18–21, 19–21)        | 2             | Завершив виступ    | Завершив виступ                 | Завершив виступ              | Завершив виступ                     | Завершив виступ |
| Кароліна Марін | одиночний розряд (жінки)    | Вайніо (FIN) W (21–6, 21–4)    | К'ярсфельдт (DEN) W (21–16, 21–13) | 1 Q           | Bye                | Sung J-h (KOR) W (21–12, 21–16) | Li Xr (CHN) W (21–14, 21–16) | Сінду (IND) W (19–21, 21–12, 21–15) | 1               |

## Баскетбол

### Чоловічий турнір
Склад команди
Нижче наведено склад збірної Іспанії в турнірі з баскетболу на літніх Олімпійських іграх 2016.
Груповий етап
| Команда   | І | В | П | З   | П   | РМ  | О |
| --------- | - | - | - | --- | --- | --- | - |
| Хорватія  | 5 | 3 | 2 | 400 | 407 | -7  | 8 |
| Іспанія   | 5 | 3 | 2 | 432 | 357 | +75 | 8 |
| Литва     | 5 | 3 | 2 | 392 | 428 | -36 | 8 |
| Аргентина | 5 | 3 | 2 | 441 | 428 | +13 | 8 |
| Бразилія  | 5 | 2 | 3 | 411 | 407 | +4  | 7 |
| Нігерія   | 5 | 1 | 4 | 392 | 441 | −49 | 6 |

| 7 серпня 2016 19:00 | Протокол | Хорватія                                                    | 72–70 | Іспанія                                              |  | Арена Каріока 1, Ріо-де-Жанейро Глядачів: 8039 |
| 7 серпня 2016 19:00 | Протокол | Рахунок за чвертями: 13-21, 19-17, 15-16, 25-16             |       |                                                      |  | Арена Каріока 1, Ріо-де-Жанейро Глядачів: 8039 |
| 7 серпня 2016 19:00 | Протокол | Очки: Богданович 23 Підб.: Бабич, Шарич, Укич 7 РП: Шарич 5 |       | Очки: П. Газоль 26 Підб.: П. Газоль 9 РП: Родрігес 7 |  | Арена Каріока 1, Ріо-де-Жанейро Глядачів: 8039 |

| 9 серпня 2016 14:15 | Протокол | Іспанія                                               | 65–66 | Бразилія                                    |  | Арена Каріока 1, Ріо-де-Жанейро Глядачів: 10761 |
| 9 серпня 2016 14:15 | Протокол | Рахунок за чвертями: 13–18, 18–16, 14–19, 20–13       |       |                                             |  | Арена Каріока 1, Ріо-де-Жанейро Глядачів: 10761 |
| 9 серпня 2016 14:15 | Протокол | Очки: П. Газоль 13 Підб.: П. Газоль 10 РП: Родрігес 5 |       | Очки: Уертас 11 Підб.: Ліма 10 РП: Уертас 7 |  | Арена Каріока 1, Ріо-де-Жанейро Глядачів: 10761 |

| 11 серпня 2016 19:00 | Протокол | Нігерія                                         | 87–96 | Іспанія                                  |  | Арена Каріока 1, Ріо-де-Жанейро |
| 11 серпня 2016 19:00 | Протокол | Рахунок за чвертями: 11–25, 30–18, 25–22, 21–31 |       |                                          |  | Арена Каріока 1, Ріо-де-Жанейро |
| 11 серпня 2016 19:00 | Протокол | Очки: Огучі 24 Підб.: Діогу 7 РП: Юзох 7        |       | Очки: Газоль 16 Підб.: Реєс 9 РП: Люль 5 |  | Арена Каріока 1, Ріо-де-Жанейро |

| 13 серпня 2016 19:00 | Протокол | Іспанія                                         | 109–59 | Литва                                                  |  | Арена Каріока 1, Ріо-де-Жанейро Глядачів: 11045 |
| 13 серпня 2016 19:00 | Протокол | Рахунок за чвертями: 26–11, 22–18, 36–16, 25–14 |        |                                                        |  | Арена Каріока 1, Ріо-де-Жанейро Глядачів: 11045 |
| 13 серпня 2016 19:00 | Протокол | Очки: Газоль 23 Підб.: Реєс 9 РП: Люль 6        |        | Очки: Кузмінскас 17 Підб.: Валанчюнас 10 РП: Мачюліс 2 |  | Арена Каріока 1, Ріо-де-Жанейро Глядачів: 11045 |

| 15 серпня 2016 19:00 | Протокол | Іспанія                                                  | 92–73 | Аргентина                                                     |  | Арена Каріока 1, Ріо-де-Жанейро Глядачів: 10949 |
| 15 серпня 2016 19:00 | Протокол | Рахунок за чвертями: 25–15, 23–20, 23–22, 21–16          |       |                                                               |  | Арена Каріока 1, Ріо-де-Жанейро Глядачів: 10949 |
| 15 серпня 2016 19:00 | Протокол | Очки: Фернандес 23 Підб.: Газоль 13 РП: Люль, Родрігес 5 |       | Очки: Лапровіттола 21 Підб.: 3 гравці по 5 РП: Лапровіттола 4 |  | Арена Каріока 1, Ріо-де-Жанейро Глядачів: 10949 |

Чвертьфінал
| 17 серпня 2016 14:30 | Протокол | Іспанія                                         | 92–67 | Франція                                    |  | Молодіжна арена Глядачів: 9 725 |
| 17 серпня 2016 14:30 | Протокол | Рахунок за чвертями: 19–16, 24–14, 26–19, 23–18 |       |                                            |  | Молодіжна арена Глядачів: 9 725 |
| 17 серпня 2016 14:30 | Протокол | Очки: Міротич 23 Підб.: Газоль 8 РП: Наварро 5  |       | Очки: Паркер 14 Підб.: Гобер 12 РП: Діао 5 |  | Молодіжна арена Глядачів: 9 725 |

Півфінал
| 19 серпня 2016 15:30 | Протокол | Іспанія                                         | 76–82 | США                                                     |  | Молодіжна арена Глядачів: 10 455 |
| 19 серпня 2016 15:30 | Протокол | Рахунок за чвертями: 17–26, 22–19, 18–21, 19–16 |       |                                                         |  | Молодіжна арена Глядачів: 10 455 |
| 19 серпня 2016 15:30 | Протокол | Очки: Газоль 23 Підб.: Газоль 8 РП: Родрігес 5  |       | Очки: Томпсон 22 Підб.: Джордан 16 РП: Лоурі, Томпсон 3 |  | Молодіжна арена Глядачів: 10 455 |

Bronze medal game
| 21 серпня 2016 11:30 | Протокол | Австралія                                             | 88–89 | Іспанія                                         |  | Молодіжна арена Глядачів: 9 449 |
| 21 серпня 2016 11:30 | Протокол | Рахунок за чвертями: 17–23, 21–17, 26–27, 24–22       |       |                                                 |  | Молодіжна арена Глядачів: 9 449 |
| 21 серпня 2016 11:30 | Протокол | Очки: Міллс 30 Підб.: Лісч, Мотум 6 РП: Деллаведова 8 |       | Очки: Газоль 31 Підб.: Газоль 11 РП: Родрігес 5 |  | Молодіжна арена Глядачів: 9 449 |

### Жіночий турнір
Склад команди
Нижче наведено склад збірної Іспанії в турнірі з баскетболу на літніх Олімпійських іграх 2016.
Груповий етап
| Команда | І | В | П | З   | П   | РМ   | О  |
| ------- | - | - | - | --- | --- | ---- | -- |
| США     | 5 | 5 | 0 | 520 | 316 | +204 | 10 |
| Іспанія | 5 | 4 | 1 | 387 | 333 | +54  | 9  |
| Канада  | 5 | 3 | 2 | 340 | 347 | -7   | 8  |
| Сербія  | 5 | 2 | 3 | 385 | 406 | −21  | 7  |
| КНР     | 5 | 1 | 4 | 371 | 428 | −57  | 6  |
| Сенегал | 5 | 0 | 5 | 309 | 482 | −173 | 5  |

| 7 серпня 2016 14:15 | Протокол | Сербія                                                  | 59–65 | Іспанія                                             |  | Молодіжна арена Глядачів: 2654 |
| 7 серпня 2016 14:15 | Протокол | Рахунок за чвертями: 18-19, 13-12, 13-15, 15-19         |       |                                                     |  | Молодіжна арена Глядачів: 2654 |
| 7 серпня 2016 14:15 | Протокол | Очки: Милованович 17 Підб.: Петрович 8 РП: А. Дабович 4 |       | Очки: Шаргай 15 Підб.: Ндур 12 РП: Палау, Торренс 5 |  | Молодіжна арена Глядачів: 2654 |

| 8 серпня 2016 12:00 | Протокол | Іспанія                                         | 63–103 | США                                              |  | Молодіжна арена Глядачів: 2073 |
| 8 серпня 2016 12:00 | Протокол | Рахунок за чвертями: 14-29, 23-25, 14-20, 12-29 |        |                                                  |  | Молодіжна арена Глядачів: 2073 |
| 8 серпня 2016 12:00 | Протокол | Очки: Торренс 20 Підб.: Ндур 8 РП: Домінгес 3   |        | Очки: Торасі 13 Підб.: Чарлз 6 РП: Берд, Чарлз 5 |  | Молодіжна арена Глядачів: 2073 |

| 10 серпня 2016 12:15 | Протокол | КНР                                            | 69–89 | Іспанія                                        |  | Молодіжна арена Глядачів: 1230 |
| 10 серпня 2016 12:15 | Протокол | Рахунок за чвертями: 18–14, 20–27, 21–23, 9–25 |       |                                                |  | Молодіжна арена Глядачів: 1230 |
| 10 серпня 2016 12:15 | Протокол | Очки: Шао 14 Підб.: Сань Мен 8 РП: Чень 6      |       | Очки: Торренс 32 Підб.: Ніколлс 10 РП: Палау 7 |  | Молодіжна арена Глядачів: 1230 |

| 12 серпня 2016 17:45 | Протокол | Іспанія                                             | 97–43 | Сенегал                                       |  | Молодіжна арена Глядачів: 3329 |
| 12 серпня 2016 17:45 | Протокол | Рахунок за чвертями: 26–11, 20–8, 25–13, 26–11      |       |                                               |  | Молодіжна арена Глядачів: 3329 |
| 12 серпня 2016 17:45 | Протокол | Очки: Торренс 14 Підб.: Ніколлс 7 РП: 4 гравці по 5 |       | Очки: Сі 16 Підб.: Діарра 6 РП: 3 гравці по 2 |  | Молодіжна арена Глядачів: 3329 |

| 14 серпня 2016 17:45 | Протокол | Іспанія                                         | 73–60 | Канада                                                           |  | Молодіжна арена Глядачів: 3026 |
| 14 серпня 2016 17:45 | Протокол | Рахунок за чвертями: 17–16, 16–13, 16–18, 24–13 |       |                                                                  |  | Молодіжна арена Глядачів: 3026 |
| 14 серпня 2016 17:45 | Протокол | Очки: Торренс 20 Підб.: Ніколлс 12 РП: Палау 6  |       | Очки: Філдс 13 Підб.: Ачонва, Рейнкок-Екунве 7 РП: 3 гравця по 2 |  | Молодіжна арена Глядачів: 3026 |

Чвертьфінал
| 16 серпня 2016 14:30 | Протокол | Іспанія                                        | 64–62 | Туреччина                                      |  | Молодіжна арена Глядачів: 6565 |
| 16 серпня 2016 14:30 | Протокол | Рахунок за чвертями: 12–17, 17–8, 13–22, 22–15 |       |                                                |  | Молодіжна арена Глядачів: 6565 |
| 16 серпня 2016 14:30 | Протокол | Очки: Крус 14 Підб.: Торренс 11 РП: Крус 6     |       | Очки: Сендерс 22 Підб.: Сендерс 10 РП: Олбен 6 |  | Молодіжна арена Глядачів: 6565 |

Півфінал
| 18 серпня 2016 15:00 | Протокол | Іспанія                                               | 68–54 | Сербія                                                          |  | Молодіжна арена Глядачів: 8 818 |
| 18 серпня 2016 15:00 | Протокол | Рахунок за чвертями: 20–9, 13–19, 20–10, 15–16        |       |                                                                 |  | Молодіжна арена Глядачів: 8 818 |
| 18 серпня 2016 15:00 | Протокол | Очки: Н’Дур, Торренс 14 Підб.: Ніколлс 12 РП: Палау 7 |       | Очки: Чаджо, Петрович 12 Підб.: Пейдж, Петрович 7 РП: Бутулія 3 |  | Молодіжна арена Глядачів: 8 818 |

Final
| 20 серпня 2016 15:30 | Протокол | США                                                         | 101–72 | Іспанія                                                     |  | Молодіжна арена Глядачів: 9586 |
| 20 серпня 2016 15:30 | Протокол | Рахунок за чвертями: 21–17, 28–15, 32–17, 20–23             |        |                                                             |  | Молодіжна арена Глядачів: 9586 |
| 20 серпня 2016 15:30 | Протокол | Очки: Вейлен, Торасі 17 Підб.: Чарлз, Грінер 7 РП: Вейлен 6 |        | Очки: Торренс 18 Підб.: Торренс, Ндур 5 РП: Торренс, Крус 4 |  | Молодіжна арена Глядачів: 9586 |

## Бокс
| Спортсмен       | Категорія           | 1/16 фіналу              | 1/8 фіналу         | Чвертьфінал          | Півфінал           | Фінал              | Фінал           |
| Спортсмен       | Категорія           | Суперник Результат       | Суперник Результат | Суперник Результат   | Суперник Результат | Суперник Результат | Місце           |
| --------------- | ------------------- | ------------------------ | ------------------ | -------------------- | ------------------ | ------------------ | --------------- |
| Самуель Кармона | до 49 кг (чоловіки) | Hovhannisyan (ARM) W 3–0 | Барнс (IRL) W 2–1  | Мартінес (COL) L 1–2 | Завершив виступ    | Завершив виступ    | Завершив виступ |
| Юба Сіссохо     | до 69 кг (чоловіки) | Гіясов (UZB) L 0–3       | Завершив виступ    | Завершив виступ      | Завершив виступ    | Завершив виступ    | Завершив виступ |

## Веслування на байдарках і каное

### Слалом
| Спортсмен     | Дисципліна   | Попередній раунд | Попередній раунд | Попередній раунд | Попередній раунд | Попередній раунд | Попередній раунд | Півфінал | Півфінал | Фінал  | Фінал |
| Спортсмен     | Дисципліна   | Заплив 1         | Місце            | Заплив 2         | Місце            | Кращий           | Місце            | Час      | Місце    | Час    | Місце |
| ------------- | ------------ | ---------------- | ---------------- | ---------------- | ---------------- | ---------------- | ---------------- | -------- | -------- | ------ | ----- |
| Андер Елосегі | чоловіки К-1 | 97.33            | 4                | 102.39           | 11               | 97.33            | 8 Q              | 97.93    | 2 Q      | 101.27 | 8     |
| Маялен Шурро  | жінки Б-1    | 155.43           | 21               | 106.47           | 9                | 106.47           | 11 Q             | 101.83   | 3 Q      | 98.65  | 1     |

### Спринт
Чоловіки
| Спортсмен                                              | Дисципліна | Заїзди   | Заїзди | Півфінали | Півфінали | Фінал    | Фінал |
| Спортсмен                                              | Дисципліна | Час      | Місце  | Час       | Місце     | Час      | Місце |
| ------------------------------------------------------ | ---------- | -------- | ------ | --------- | --------- | -------- | ----- |
| Alfonso Benavides                                      | К-1 200 м  | 40.610   | 1 Q    | 40.038    | 2 FA      | 39.649   | 4     |
| Саул Кравіотто                                         | Б-1 200 м  | 34.694   | 2 Q    | 34.545    | 3 FA      | 35.662   | 3     |
| Маркус Вальц                                           | Б-1 1000 м | 3:33.786 | 3 Q    | 3:33.781  | 3 FA      | 3:31.447 | 1     |
| Саул Кравіотто Крістіан Торо Карбальйо                 | Б-2 200 м  | 31.161   | 1 FA   | Bye       | Bye       | 32.075   | 1     |
| Óscar Carrera Родріго Гермаде Хав'єр Ернанц Iñigo Peña | Б-4 1000 м | 2:55.514 | 3 Q    | 3:00.237  | 2 FA      | 3:06.768 | 5     |

Жінки
| Спортсменка          | Дисципліна | Заїзди | Заїзди | Півфінали | Півфінали | Фінал  | Фінал |
| Спортсменка          | Дисципліна | Час    | Місце  | Час       | Місце     | Час    | Місце |
| -------------------- | ---------- | ------ | ------ | --------- | --------- | ------ | ----- |
| Марія Тереса Портела | Б-1 200 м  | 40.844 | 3 Q    | 40.241    | 2 FA      | 41.053 | 6     |

Пояснення до кваліфікації: FA = Кваліфікувались до фіналу A (за медалі); FB = Кваліфікувались до фіналу B (не за медалі)

## Велоспорт

### Шосе
Чоловіки
| Спортсмен            | Дисципліна      | Час          | Місце        |
| -------------------- | --------------- | ------------ | ------------ |
| Джонатан Кастровьєхо | Групова гонка   | Не фінішував | Не фінішував |
| Джонатан Кастровьєхо | Роздільна гонка | 1:13:21.50   | 4            |
| Іманоль Ервіті       | Групова гонка   | Не фінішував | Не фінішував |
| Jon Izaguirre        | Групова гонка   | Не фінішував | Не фінішував |
| Jon Izaguirre        | Роздільна гонка | 1:14:21.59   | 8            |
| Хоакім Родрігес      | Групова гонка   | 6:10:27      | 5            |
| Алехандро Валверде   | Групова гонка   | 6:19:43      | 30           |

Жінки
| Спортсменка     | Дисципліна    | Час     | Місце |
| --------------- | ------------- | ------- | ----- |
| Ане Сантестебан | Групова гонка | 4:02:59 | 47    |

### Трек
Спринт
| Спортсмен     | Дисципліна        | Кваліфікація           | Кваліфікація | Раунд 1                         | Втішний поєдинок 1              | Раунд 2                         | Втішний поєдинок 2              | Чвертьфінали                    | Півфінали                       | Фінал                           | Фінал            |
| Спортсмен     | Дисципліна        | Час Швидкість (км/год) | Місце        | Суперник Час Швидкість (км/год) | Суперник Час Швидкість (км/год) | Суперник Час Швидкість (км/год) | Суперник Час Швидкість (км/год) | Суперник Час Швидкість (км/год) | Суперник Час Швидкість (км/год) | Суперник Час Швидкість (км/год) | Місце            |
| ------------- | ----------------- | ---------------------- | ------------ | ------------------------------- | ------------------------------- | ------------------------------- | ------------------------------- | ------------------------------- | ------------------------------- | ------------------------------- | ---------------- |
| Хуан Перальта | спринт (чоловіки) | 10.055 71.606          | 19           | Завершив виступ                 | Завершив виступ                 | Завершив виступ                 | Завершив виступ                 | Завершив виступ                 | Завершив виступ                 | Завершив виступ                 | Завершив виступ  |
| Таня Кальво   | спринт (жінки)    | 11.162 64.504          | 19           | Завершила виступ                | Завершила виступ                | Завершила виступ                | Завершила виступ                | Завершила виступ                | Завершила виступ                | Завершила виступ                | Завершила виступ |
| Хелена Касас  | спринт (жінки)    | 11.707 61.501          | 26           | Завершив виступ                 | Завершив виступ                 | Завершив виступ                 | Завершив виступ                 | Завершив виступ                 | Завершив виступ                 | Завершив виступ                 | Завершив виступ  |

Командна першість sprint
| Спортсмен                | Дисципліна               | Кваліфікація           | Кваліфікація | Півфінали                       | Півфінали | Фінал                           | Фінал            |
| Спортсмен                | Дисципліна               | Час Швидкість (км/год) | Місце        | Суперник Час Швидкість (км/год) | Місце     | Суперник Час Швидкість (км/год) | Місце            |
| ------------------------ | ------------------------ | ---------------------- | ------------ | ------------------------------- | --------- | ------------------------------- | ---------------- |
| Таня Кальво Хелена Касас | командний спринт (жінки) | 33.891 53.111          | 8 Q          | Китай (CHN) L 33.531 53.681     | 7         | Завершила виступ                | Завершила виступ |

Кейрін
| Спортсмен    | Дисципліна     | Перший раунд | Втішний поєдинок | Другий раунд     | Final            |
| Спортсмен    | Дисципліна     | Місце        | Місце            | Місце            | Місце            |
| ------------ | -------------- | ------------ | ---------------- | ---------------- | ---------------- |
| Таня Кальво  | кейрін (жінки) | DNF R        | 4                | Завершила виступ | Завершила виступ |
| Хелена Касас | кейрін (жінки) | 4 R          | 3                | Завершив виступ  | Завершив виступ  |

### Маунтінбайк
| Спортсмен           | Дисципліна             | Час     | Місце |
| ------------------- | ---------------------- | ------- | ----- |
| Carlos Coloma       | маунтінбайк (чоловіки) | 1:34:51 | 3     |
| Хосе Антоніо Ерміда | маунтінбайк (чоловіки) | 1:38:21 | 15    |
| Давід Валеро        | маунтінбайк (чоловіки) | 1:37:00 | 9     |

## Кінний спорт

### Виїздка
| Спортсмен                                                               | Кінь      | Дисципліна    | Grand Prix | Grand Prix | Grand Prix Special | Grand Prix Special | Grand Prix Freestyle | Grand Prix Freestyle | Загалом         | Загалом         |
| Спортсмен                                                               | Кінь      | Дисципліна    | Результат  | Місце      | Результат          | Місце              | За техніку           | За артистизм         | Результат       | Місце           |
| ----------------------------------------------------------------------- | --------- | ------------- | ---------- | ---------- | ------------------ | ------------------ | -------------------- | -------------------- | --------------- | --------------- |
| Claudio Castilla                                                        | Alcaide   | Індивідуальні | 69.814     | 38         | Завершив виступ    | Завершив виступ    | Завершив виступ      | Завершив виступ      | Завершив виступ | Завершив виступ |
| Беатріс Феррер-Салат                                                    | Delgado   | Індивідуальні | 74.829     | 20 Q       | 76.863             | 8 Q                | 76.500               | 83.000               | 80.161          | 10              |
| Северо Хурадо                                                           | Lorenzo   | Індивідуальні | 76.429     | 11 Q       | 77.479             | 6 Q                | 81.750               | 91.000               | 83.553          | 5               |
| Даніель Мартін Докс                                                     | Grandioso | Індивідуальні | 70.829     | 34         | Завершив виступ    | Завершив виступ    | Завершив виступ      | Завершив виступ      | Завершив виступ | Завершив виступ |
| Claudio Castilla Беатріс Феррер-Салат Северо Хурадо Даніель Мартін Докс | Див. вище | Команда       | 74.029     | 7          | Завершив виступ    | Завершив виступ    | Н/Д                  | Н/Д                  | 74.029          | 7               |

### Триборство
| Спортсмен      | Кінь | Дисципліна    | Виїздка      | Виїздка | Крос         | Крос       | Крос       | Конкур          | Конкур          | Конкур          | Конкур          | Конкур          | Конкур          | Загалом         | Загалом         |
| Спортсмен      | Кінь | Дисципліна    | Виїздка      | Виїздка | Крос         | Крос       | Крос       | Кваліфікація    | Кваліфікація    | Кваліфікація    | Фінал           | Фінал           | Фінал           | Загалом         | Загалом         |
| Спортсмен      | Кінь | Дисципліна    | Штрафні очки | Місце   | Штрафні очки | Загалом    | Місце      | Штрафні очки    | Загалом         | Місце           | Штрафні очки    | Загалом         | Місце           | Штрафні очки    | Місце           |
| -------------- | ---- | ------------- | ------------ | ------- | ------------ | ---------- | ---------- | --------------- | --------------- | --------------- | --------------- | --------------- | --------------- | --------------- | --------------- |
| Albert Hermoso | Hito | Індивідуальні | 64.30        | 63      | Eliminated   | Eliminated | Eliminated | Завершив виступ | Завершив виступ | Завершив виступ | Завершив виступ | Завершив виступ | Завершив виступ | Завершив виступ | Завершив виступ |

### Конкур
| Спортсмен                                                                               | Кінь                   | Дисципліна    | Кваліфікація | Кваліфікація | Кваліфікація | Кваліфікація | Кваліфікація | Кваліфікація    | Кваліфікація    | Кваліфікація    | Фінал           | Фінал           | Фінал           | Фінал           | Фінал           | Загалом         | Загалом         |
| Спортсмен                                                                               | Кінь                   | Дисципліна    | Раунд 1      | Раунд 1      | Раунд 2      | Раунд 2      | Раунд 2      | Раунд 3         | Раунд 3         | Раунд 3         | Фінал A         | Фінал A         | Фінал B         | Фінал B         | Фінал B         | Загалом         | Загалом         |
| Спортсмен                                                                               | Кінь                   | Дисципліна    | Штрафні очки | Місце        | Штрафні очки | Загалом      | Місце        | Штрафні очки    | Загалом         | Місце           | Штрафні очки    | Місце           | Штрафні очки    | Загалом         | Місце           | Штрафні очки    | Місце           |
| --------------------------------------------------------------------------------------- | ---------------------- | ------------- | ------------ | ------------ | ------------ | ------------ | ------------ | --------------- | --------------- | --------------- | --------------- | --------------- | --------------- | --------------- | --------------- | --------------- | --------------- |
| Eduardo Álvarez Áznar                                                                   | Rockfeller de Pleville | Індивідуальні | 4 #          | =27 Q        | Eliminated # | Eliminated # | Eliminated # | Завершив виступ | Завершив виступ | Завершив виступ | Завершив виступ | Завершив виступ | Завершив виступ | Завершив виступ | Завершив виступ | Завершив виступ | Завершив виступ |
| Серхіо Альварес Мойя                                                                    | Carlo                  | Індивідуальні | 0            | =1 Q         | 0            | 0            | =1 Q         | 6               | 6               | 17 Q            | 0               | =1 Q            | 9               | 9               | =20             | 9               | =20             |
| Пілар Лукресія Кордон                                                                   | Gribouille du Lys      | Індивідуальні | 4            | =27 Q        | 8            | 12           | =46          | Завершив виступ | Завершив виступ | Завершив виступ | Завершив виступ | Завершив виступ | Завершив виступ | Завершив виступ | Завершив виступ | Завершив виступ | Завершив виступ |
| Мануель Фернандес Саро                                                                  | U Watch                | Індивідуальні | 4            | =27 Q        | 4            | 8            | =30 Q        | 9               | 17              | =38             | Завершив виступ | Завершив виступ | Завершив виступ | Завершив виступ | Завершив виступ | Завершив виступ | Завершив виступ |
| Eduardo Álvarez Áznar Серхіо Альварес Мойя Пілар Лукресія Кордон Мануель Фернандес Саро | Див. вище              | Команда       | 8            | 8            | 12           | 12           | 11           | Завершив виступ | Завершив виступ | Завершив виступ | Н/Д             | Н/Д             | Н/Д             | Н/Д             | Н/Д             | Завершив виступ | Завершив виступ |

"#" позначає, що очки цього вершника не входять до заліку командного змагання, оскільки зараховуються лише результати трьох найкращих вершників.

## Хокей на траві
Підсумок

Легенда:
- FT – Після основного часу.
- P – Долю матчу вирішило пробиття пенальті.

| Команда       | Дисципліна       | Груповий етап      | Груповий етап      | Груповий етап       | Груповий етап      | Груповий етап         | Груповий етап | Чвертьфінал           | Півфінал           | Фінал / БМ         | Фінал / БМ |
| Команда       | Дисципліна       | Суперник Результат | Суперник Результат | Суперник Результат  | Суперник Результат | Суперник Результат    | Місце         | Суперник Результат    | Суперник Результат | Суперник Результат | Місце      |
| ------------- | ---------------- | ------------------ | ------------------ | ------------------- | ------------------ | --------------------- | ------------- | --------------------- | ------------------ | ------------------ | ---------- |
| Spain men's   | чоловічий турнір | Бразилія W 7–0     | Австралія W 1–0    | Нова Зеландія W 3–2 | Бельгія L 1–3      | Велика Британія D 1–1 | 2             | Аргентина L 1–2       | Завершив виступ    | Завершив виступ    | 5          |
| Spain women's | жіночий турнір   | Нідерланди L 0–5   | КНР L 0–2          | Нова Зеландія L 1–2 | Німеччина W 2–1    | Південна Корея W 3–2  | 4             | Велика Британія L 1–3 | Завершила виступ   | Завершила виступ   | 8          |

### Чоловічий турнір
Склад команди
Шаблон:Склад чоловічої збірної Іспанії з хокею на траві на літніх Олімпійських іграх 2016
Груповий етап
Шаблон:Підсумкова таблиця в групі A чоловічого турніру з хокею на траві на літніх Олімпійських іграх 2016
Шаблон:Чоловічий турнір з хокею на траві на літніх Олімпійських іграх 2016, гра A3
Шаблон:Чоловічий турнір з хокею на траві на літніх Олімпійських іграх 2016, гра A6
Шаблон:Чоловічий турнір з хокею на траві на літніх Олімпійських іграх 2016, гра A7
Шаблон:Чоловічий турнір з хокею на траві на літніх Олімпійських іграх 2016, гра A12
Шаблон:Чоловічий турнір з хокею на траві на літніх Олімпійських іграх 2016, гра A13
Чвертьфінал
Шаблон:Чоловічий турнір з хокею на траві на літніх Олімпійських іграх 2016, гра C1

### Жіночий турнір
Склад команди
Шаблон:Склад жіночої збірної Іспанії з хокею на траві на літніх Олімпійських іграх 2016
Груповий етап
Шаблон:Підсумкова таблиця в групі A жіночого турніру з хокею на траві на літніх Олімпійських іграх 2016
Шаблон:Жіночий турнір з хокею на траві на літніх Олімпійських іграх 2016, гра A2
Шаблон:Жіночий турнір з хокею на траві на літніх Олімпійських іграх 2016, гра A6
Шаблон:Жіночий турнір з хокею на траві на літніх Олімпійських іграх 2016, гра A7
Шаблон:Жіночий турнір з хокею на траві на літніх Олімпійських іграх 2016, гра A10
Шаблон:Жіночий турнір з хокею на траві на літніх Олімпійських іграх 2016, гра A14
Чвертьфінал
Шаблон:Жіночий турнір з хокею на траві на літніх Олімпійських іграх 2016, гра C3

## Гольф
| Спортсмен               | Дисципліна | Раунд 1   | Раунд 2   | Раунд 3   | Раунд 4   | Загалом   | Загалом | Загалом |
| Спортсмен               | Дисципліна | Результат | Результат | Результат | Результат | Результат | Пар     | Місце   |
| ----------------------- | ---------- | --------- | --------- | --------- | --------- | --------- | ------- | ------- |
| Рафаель Кабрера Бельйо  | чоловіки   | 67        | 70        | 71        | 68        | 276       | −8      | =5      |
| Серхіо Гарсія Фернандес | чоловіки   | 69        | 72        | 70        | 66        | 277       | −7      | =8      |
| Карлота Сіганда         | жінки      | 67        | 72        | 78        | 73        | 290       | +6      | =39     |
| Асахара Муньйос         | жінки      | 68        | 69        | 73        | 72        | 282       | −2      | =21     |

## Гімнастика

### Спортивна гімнастика
Чоловіки
| Спортсмен        | Дисципліна    | Кваліфікація | Кваліфікація       | Кваліфікація | Кваліфікація | Кваліфікація | Кваліфікація | Кваліфікація | Кваліфікація | Фінал           | Фінал           | Фінал           | Фінал           | Фінал           | Фінал           | Фінал           | Фінал           |                 |                 |                 |                 |
| Спортсмен        | Дисципліна    | Вправа       | Вправа             | Вправа       | Вправа       | Вправа       | Вправа       | Загалом      | Місце        | Вправа          | Вправа          | Вправа          | Вправа          | Вправа          | Вправа          | Загалом         | Місце           |                 |                 |                 |                 |
| ---------------- | ------------- | ------------ | ------------------ | ------------ | ------------ | ------------ | ------------ | ------------ | ------------ | --------------- | --------------- | --------------- | --------------- | --------------- | --------------- | --------------- | --------------- | --------------- | --------------- | --------------- | --------------- |
| Спортсмен        | Дисципліна    | Нестор Абад  | Абсолютна першість | 14.033       | 13.400       | 14.333       | 14.900       | Загалом      | Місце        | 12.966          | 14.766          | 84.398          | 31              | Завершив виступ | Завершив виступ | Завершив виступ | Завершив виступ | Завершив виступ | Завершив виступ | Завершив виступ | Завершив виступ |
| Райдейлей Сапата | Вільні вправи | 15.083       | Н/Д                | Н/Д          | Н/Д          | Н/Д          | Н/Д          | 15.083       | 11           | Завершив виступ | Завершив виступ | Завершив виступ | Завершив виступ | Завершив виступ | Завершив виступ | Завершив виступ | Завершив виступ |                 |                 |                 |                 |

Жінки
| Спортсменка | Дисципліна | Кваліфікація | Кваліфікація       | Кваліфікація | Кваліфікація | Кваліфікація | Кваліфікація | Фінал  | Фінал  | Фінал  | Фінал  | Фінал   | Фінал |                  |                  |                  |                  |                  |                  |
| Спортсменка | Дисципліна | Вправа       | Вправа             | Вправа       | Вправа       | Загалом      | Місце        | Вправа | Вправа | Вправа | Вправа | Загалом | Місце |                  |                  |                  |                  |                  |                  |
| ----------- | ---------- | ------------ | ------------------ | ------------ | ------------ | ------------ | ------------ | ------ | ------ | ------ | ------ | ------- | ----- | ---------------- | ---------------- | ---------------- | ---------------- | ---------------- | ---------------- |
| Спортсменка | Дисципліна | Ана Перес    | Абсолютна першість | 13.933       | 13.633       | Загалом      | Місце        | 13.600 | 13.133 | 54.299 | 36     | Загалом | Місце | Завершила виступ | Завершила виступ | Завершила виступ | Завершила виступ | Завершила виступ | Завершила виступ |

### Художня гімнастика
| Спортсменка       | Дисципліна                  | Кваліфікація | Кваліфікація | Кваліфікація | Кваліфікація | Кваліфікація | Кваліфікація | Фінал  | Фінал  | Фінал  | Фінал   | Фінал   | Фінал |
| Спортсменка       | Дисципліна                  | Обруч        | М'яч         | Булави       | Стрічка      | Загалом      | Місце        | Обруч  | М'яч   | Булави | Стрічка | Загалом | Місце |
| ----------------- | --------------------------- | ------------ | ------------ | ------------ | ------------ | ------------ | ------------ | ------ | ------ | ------ | ------- | ------- | ----- |
| Кароліна Родрігес | Індивідуальне багатоборство | 17.566       | 17.750       | 17.833       | 17.366       | 70.515       | 7 Q          | 17.616 | 17.683 | 17.700 | 16.950  | 69.949  | 8     |

| Спортсменка                                                             | Дисципліна            | Кваліфікація | Кваліфікація       | Кваліфікація | Кваліфікація | Фінал   | Фінал              | Фінал   | Фінал |
| Спортсменка                                                             | Дисципліна            | 5 balls      | 3 ribbons 2 обручі | Загалом      | Місце        | 5 balls | 3 ribbons 2 обручі | Загалом | Місце |
| ----------------------------------------------------------------------- | --------------------- | ------------ | ------------------ | ------------ | ------------ | ------- | ------------------ | ------- | ----- |
| Сандра Агілар Артемі Гавезу Елена Лопес Лурдес Моедано Алехандра Кереда | групове багатоборство | 17.783       | 17.966             | 35.749       | 1 Q          | 17.800  | 17.966             | 35.766  | 2     |

## Гандбол
Підсумок

Легенда:
- ET – Після додаткового часу
- P – долю матчу вирішила серія післяматчевих пенальті.

| Команда       | Дисципліна     | Груповий етап      | Груповий етап      | Груповий етап      | Груповий етап      | Груповий етап      | Груповий етап | Чвертьфінал        | Півфінал           | Фінал / БМ         | Фінал / БМ |
| Команда       | Дисципліна     | Суперник Результат | Суперник Результат | Суперник Результат | Суперник Результат | Суперник Результат | Місце         | Суперник Результат | Суперник Результат | Суперник Результат | Місце      |
| ------------- | -------------- | ------------------ | ------------------ | ------------------ | ------------------ | ------------------ | ------------- | ------------------ | ------------------ | ------------------ | ---------- |
| Spain women's | жіночий турнір | Чорногорія W 25–19 | Норвегія L 24–27   | Бразилія W 29–24   | Румунія L 21–24    | Ангола W 26–22     | 3             | Франція L 26–27ET  | Завершила виступ   | Завершила виступ   | 6          |

### Жіночий турнір
Склад команди
Шаблон:Склад жіночої збірної Іспанії з гандболу на літніх Олімпійських іграх 2016
Груповий етап
Шаблон:Підсумкова таблиця в групі A жіночого турніру з гандболу на літніх Олімпійських іграх 2016
Шаблон:Жіночий турнір з гандболу на літніх Олімпійських іграх 2016, гра A2
Шаблон:Жіночий турнір з гандболу на літніх Олімпійських іграх 2016, гра A4
Шаблон:Жіночий турнір з гандболу на літніх Олімпійських іграх 2016, гра A7
Шаблон:Жіночий турнір з гандболу на літніх Олімпійських іграх 2016, гра A11
Шаблон:Жіночий турнір з гандболу на літніх Олімпійських іграх 2016, гра A15
Чвертьфінал
Шаблон:Жіночий турнір з гандболу на літніх Олімпійських іграх 2016, гра C2

## Дзюдо
| Спортсмен          | Категорія           | 1/32 фіналу        | 1/16 фіналу                  | 1/8 фіналу             | Чвертьфінали            | Півфінали          | Втішний поєдинок         | Фінал / БМ                 | Фінал / БМ       |
| Спортсмен          | Категорія           | Суперник Результат | Суперник Результат           | Суперник Результат     | Суперник Результат      | Суперник Результат | Суперник Результат       | Суперник Результат         | Місце            |
| ------------------ | ------------------- | ------------------ | ---------------------------- | ---------------------- | ----------------------- | ------------------ | ------------------------ | -------------------------- | ---------------- |
| Франсіско Гаррігос | до 60 кг (чоловіки) | Bye                | Енгльмайєр (GER) L 000–001   | Завершив виступ        | Завершив виступ         | Завершив виступ    | Завершив виступ          | Завершив виступ            | Завершив виступ  |
| Сугой Уріарте      | до 66 кг (чоловіки) | Bye                | Шихалізаде (AZE) L 000–001   | Завершив виступ        | Завершив виступ         | Завершив виступ    | Завершив виступ          | Завершив виступ            | Завершив виступ  |
| Хуліа Фігероа      | до 48 кг (жінки)    | Н/Д                | Bye                          | Местре (CUB) L 000–011 | Завершила виступ        | Завершила виступ   | Завершила виступ         | Завершила виступ           | Завершила виступ |
| Лаура Гомес        | до 52 кг (жінки)    | Н/Д                | Бабамуратова (TKM) W 101–000 | Кіцу (ROU) L 000–101   | Завершила виступ        | Завершила виступ   | Завершила виступ         | Завершила виступ           | Завершила виступ |
| Марія Бернабеу     | до 70 кг (жінки)    | Н/Д                | Bye                          | Кліс (POL) W 000–000 S | Альвеар (COL) L 000–100 | Завершила виступ   | Болдер (ISR) W 000–000 S | Варгас-Кох (GER) L 000–010 | 5                |

## Академічне веслування
| Спортсмен                    | Дисципліна      | Заїзди  | Заїзди | Втішний заплив | Втішний заплив | Півфінали       | Півфінали       | Фінал           | Фінал           |
| Спортсмен                    | Дисципліна      | Час     | Місце  | Час            | Місце          | Час             | Місце           | Час             | Місце           |
| ---------------------------- | --------------- | ------- | ------ | -------------- | -------------- | --------------- | --------------- | --------------- | --------------- |
| Àlex Sigurbjörnsson Пау Вела | Чоловіки's pair | 6:54.26 | 5 R    | 6:40.47        | 4              | Завершив виступ | Завершив виступ | Завершив виступ | Завершив виступ |
| Анна Боада Пейро Айна Сід    | Жінки's pair    | 7:12.00 | 2 SA/B | Bye            | Bye            | 7:30.79         | 3 FA            | 7:35.22         | 6               |

Пояснення до кваліфікації: FA=Фінал A (за медалі); FB=Фінал B (не за медалі); FC=Фінал C (не за медалі); FD=Фінал D (не за медалі); FE=Фінал E (не за медалі); FF=Фінал F (не за медалі); SA/B=Півфінали A/B; SC/D=Півфінали C/D; SE/F=Півфінали E/F; QF=Чвертьфінали; R=Потрапив у втішний заплив

## Регбі-7

### Чоловічий турнір
Склад команди
Шаблон:Склад чоловічої збірної Іспанії з регбі-7 на літніх Олімпійських іграх 2016
Груповий етап
Шаблон:Підсумкова таблиця в групі B чоловічого турніру з регбі-7 на літніх Олімпійських іграх 2016
Шаблон:Чоловічий турнір з регбі-7 на літніх Олімпійських іграх 2016, гра B2
Шаблон:Чоловічий турнір з регбі-7 на літніх Олімпійських іграх 2016, гра B3
Шаблон:Чоловічий турнір з регбі-7 на літніх Олімпійських іграх 2016, гра B5
Півфінал за 9–12 місця
Шаблон:Чоловічий турнір з регбі-7 на літніх Олімпійських іграх 2016, гра E2
Матч за 9-те місце
Шаблон:Чоловічий турнір з регбі-7 на літніх Олімпійських іграх 2016, гра E4

### Жіночий турнір
Склад команди
Шаблон:Склад жіночої збірної Іспанії з регбі-7 на літніх Олімпійських іграх 2016
Груповий етап
Шаблон:Підсумкова таблиця в групі B жіночого турніру з регбі-7 на літніх Олімпійських іграх 2016
Шаблон:Жіночий турнір з регбі-7 на літніх Олімпійських іграх 2016, гра B1
Шаблон:Жіночий турнір з регбі-7 на літніх Олімпійських іграх 2016, гра B4
Шаблон:Жіночий турнір з регбі-7 на літніх Олімпійських іграх 2016, гра B5
Чвертьфінали
Шаблон:Жіночий турнір з регбі-7 на літніх Олімпійських іграх 2016, гра D1
Classification semifinal (5–8)
Шаблон:Жіночий турнір з регбі-7 на літніх Олімпійських іграх 2016, гра F1
Матч за сьоме місце
Шаблон:Жіночий турнір з регбі-7 на літніх Олімпійських іграх 2016, гра F3

## Вітрильний спорт
Чоловіки
| Спортсмен               | Дисципліна | Заплив | Заплив | Заплив | Заплив | Заплив | Заплив | Заплив | Заплив | Заплив | Заплив | Заплив | Заплив | Заплив | Очки | Підсумкове місце |
| Спортсмен               | Дисципліна | 1      | 2      | 3      | 4      | 5      | 6      | 7      | 8      | 9      | 10     | 11     | 12     | M*     | Очки | Підсумкове місце |
| ----------------------- | ---------- | ------ | ------ | ------ | ------ | ------ | ------ | ------ | ------ | ------ | ------ | ------ | ------ | ------ | ---- | ---------------- |
| Іван Пастор Лафуентеа   | RS:X       | 17     | 19     | 10     | 7      | 7      | 37     | 11     | 22     | 16     | 9      | 2      | 3      | 2      | 127  | 9                |
| Хоакін Бланко           | Лазер      | 28     | 47     | 24     | 41     | 26     | 29     | 26     | 47     | 30     | 35     | Н/Д    | Н/Д    | EL     | 286  | 36               |
| Хоан Херп Хорді Ксаммар | 470        | 4      | 16     | 14     | 10     | 9      | 22     | 7      | 16     | 12     | 9      | Н/Д    | Н/Д    | EL     | 97   | 12               |
| Дієго Ботін Яго Лопес   | 49er       | 16     | 5      | 3      | 13     | 6      | 10     | 13     | 15     | 18     | 12     | 2      | 13     | 6      | 120  | 9                |

Жінки
| Спортсменка                   | Дисципліна   | Заплив | Заплив | Заплив | Заплив | Заплив | Заплив | Заплив | Заплив | Заплив | Заплив | Заплив | Заплив | Заплив | Очки | Підсумкове місце |
| Спортсменка                   | Дисципліна   | 1      | 2      | 3      | 4      | 5      | 6      | 7      | 8      | 9      | 10     | 11     | 12     | M*     | Очки | Підсумкове місце |
| ----------------------------- | ------------ | ------ | ------ | ------ | ------ | ------ | ------ | ------ | ------ | ------ | ------ | ------ | ------ | ------ | ---- | ---------------- |
| Маріна Алабау                 | RS:X         | 8      | 7      | 2      | 7      | 6      | 8      | 7      | 2      | 1      | 27     | 9      | 3      | 5      | 71   | 5                |
| Алісія Себріан                | Лазер радіал | 27     | 9      | 24     | 12     | 13     | 8      | 28     | 4      | 21     | 12     | Н/Д    | Н/Д    | EL     | 130  | 17               |
| Барбара Корнуделья Сара Лопес | 470          | 14     | 13     | 7      | 11     | 13     | 11     | 13     | 19     | 11     | 10     | Н/Д    | Н/Д    | EL     | 103  | 12               |
| Берта Бетансос Тамара Ечегоєн | 49erFX       | 4      | 13     | 3      | 1      | 11     | 5      | 4      | 1      | 1      | 5      | 10     | 1      | 7      | 60   | 4                |

Змішаний
| Спортсмен                     | Дисципліна | Заплив | Заплив | Заплив | Заплив | Заплив | Заплив | Заплив | Заплив | Заплив | Заплив | Заплив | Заплив | Заплив | Очки | Підсумкове місце |
| Спортсмен                     | Дисципліна | 1      | 2      | 3      | 4      | 5      | 6      | 7      | 8      | 9      | 10     | 11     | 12     | M*     | Очки | Підсумкове місце |
| ----------------------------- | ---------- | ------ | ------ | ------ | ------ | ------ | ------ | ------ | ------ | ------ | ------ | ------ | ------ | ------ | ---- | ---------------- |
| Фернандо Ечаваррі Тара Пачеко | Nacra 17   | 16     | 21     | 5      | 16     | 15     | 10     | 11     | 5      | 3      | 4      | 10     | 6      | EL     | 101  | 11               |

M = Медальний заплив; EL = Вибув – не потрапив до медального запливу

## Стрільба
| Спортсмен          | Дисципліна                                  | Кваліфікація | Кваліфікація | Півфінал         | Півфінал         | Фінал            | Фінал            |
| Спортсмен          | Дисципліна                                  | Очки         | Місце        | Очки             | Місце            | Очки             | Місце            |
| ------------------ | ------------------------------------------- | ------------ | ------------ | ---------------- | ---------------- | ---------------- | ---------------- |
| Пабло Каррера      | пневматичний пістолет, 10 метрів (чоловіки) | 579          | 10           | Н/Д              | Н/Д              | Завершив виступ  | Завершив виступ  |
| Пабло Каррера      | пістолет, 50 метрів (чоловіки)              | 555          | 9            | Н/Д              | Н/Д              | Завершив виступ  | Завершив виступ  |
| Хорхе Діас         | пневматична гвинтівка, 10 метрів (чоловіки) | 620.9        | 27           | Н/Д              | Н/Д              | Завершив виступ  | Завершив виступ  |
| Альберто Фернандес | трап (чоловіки)                             | 115          | 17           | Завершив виступ  | Завершив виступ  | Завершив виступ  | Завершив виступ  |
| Жорже Лламес       | швидкісний пістолет, 25 метрів (чоловіки)   | 577          | 14           | Н/Д              | Н/Д              | Завершив виступ  | Завершив виступ  |
| Соня Франкет       | пневматичний пістолет, 10 метрів (жінки)    | 384          | 8 Q          | Н/Д              | Н/Д              | 116.5            | 6                |
| Соня Франкет       | пістолет, 25 метрів (жінки)                 | 564          | 35           | Завершила виступ | Завершила виступ | Завершила виступ | Завершила виступ |
| Фатіма Галвес      | трап (жінки)                                | 69           | 3 Q          | 12               | 4 q              | 13 (+0)          | 4                |

Пояснення до кваліфікації: Q = Пройшов у наступне коло; q = Кваліфікувався щоб змагатись у поєдинку за бронзову медаль

## Плавання
Чоловіки
| Спортсмен                                                                    | Дисципліна                        | Попередній заплив | Попередній заплив | Півфінал        | Півфінал        | Фінал           | Фінал           |
| Спортсмен                                                                    | Дисципліна                        | Час               | Місце             | Час             | Місце           | Час             | Місце           |
| ---------------------------------------------------------------------------- | --------------------------------- | ----------------- | ----------------- | --------------- | --------------- | --------------- | --------------- |
| Антоніо Арройо                                                               | 1500 м вільним стилем             | 15:12.61          | 26                | Н/Д             | Н/Д             | Завершив виступ | Завершив виступ |
| Мігель Дуран                                                                 | 400 м вільним стилем              | 3:53.40           | 37                | Н/Д             | Н/Д             | Завершив виступ | Завершив виступ |
| Х'юго Гонсалес                                                               | 100 м на спині                    | 54.18             | 20                | Завершив виступ | Завершив виступ | Завершив виступ | Завершив виступ |
| Х'юго Гонсалес                                                               | 200 м на спині                    | 1:57.50           | 14 Q              | 1:59.08         | 16              | Завершив виступ | Завершив виступ |
| Карлос Перальта                                                              | 200 м батерфляєм                  | 1:56.98           | 21                | Завершив виступ | Завершив виступ | Завершив виступ | Завершив виступ |
| Хоан Льюїс Понс                                                              | 400 м комплексом                  | 4:13.55 NR        | 8 Q               | Н/Д             | Н/Д             | 4:16.58         | 8               |
| Марк Санчес                                                                  | 1500 м вільним стилем             | 15:11.38          | 24                | Н/Д             | Н/Д             | Завершив виступ | Завершив виступ |
| Едуардо Солаече                                                              | 200 м комплексом                  | 1:59.67           | =12 Q             | 2:00.47         | 15              | Завершив виступ | Завершив виступ |
| Маркель Альберді Айтор Мартінес Бруно Ортіс-Каньявате Мігель Ортіс-Каньявате | Естафета 4 × 100 м вільним стилем | 3:16.71 NR        | 14                | Н/Д             | Н/Д             | Завершив виступ | Завершив виступ |
| Мігель Дуран Víctor Martín Альберт Пуїг Марк Санчес                          | Естафета 4 × 200 м вільним стилем | 7:12.62           | 12                | Н/Д             | Н/Д             | Завершив виступ | Завершив виступ |

Жінки
| Спортсменка                                                       | Дисципліна                        | Попередній заплив | Попередній заплив | Півфінал         | Півфінал         | Фінал            | Фінал            |
| Спортсменка                                                       | Дисципліна                        | Час               | Місце             | Час              | Місце            | Час              | Місце            |
| ----------------------------------------------------------------- | --------------------------------- | ----------------- | ----------------- | ---------------- | ---------------- | ---------------- | ---------------- |
| Мірея Бельмонте                                                   | 400 м вільним стилем              | 4:08.12           | 15                | Н/Д              | Н/Д              | Завершила виступ | Завершила виступ |
| Мірея Бельмонте                                                   | 800 м вільним стилем              | 8:25.55           | 8 Q               | Н/Д              | Н/Д              | 8:18.55 NR       | 4                |
| Мірея Бельмонте                                                   | 200 м батерфляєм                  | 2:06.64           | 1 Q               | 2:06.06          | 2 Q              | 2:04.85          | 1                |
| Мірея Бельмонте                                                   | 200 м комплексом                  | 2:12.58           | 15 Q              | 2:13.33          | 16               | Завершила виступ | Завершила виступ |
| Мірея Бельмонте                                                   | 400 м комплексом                  | 4:32.75           | 2 Q               | Н/Д              | Н/Д              | 4:32.39          | 3                |
| Патрісія Кастро                                                   | 200 м вільним стилем              | 2:00.71           | 35                | Завершила виступ | Завершила виступ | Завершила виступ | Завершила виступ |
| Мелані Коста                                                      | 200 м вільним стилем              | 1:58.19           | 19                | Завершила виступ | Завершила виступ | Завершила виступ | Завершила виступ |
| Мелані Коста                                                      | 400 м вільним стилем              | 4:08.96           | 17                | Н/Д              | Н/Д              | Завершила виступ | Завершила виступ |
| Дуане да Роча                                                     | 100 м на спині                    | 1:00.87           | 15 Q              | 1:00.85          | 15               | Завершила виступ | Завершила виступ |
| Дуане да Роча                                                     | 200 м на спині                    | 2:11.17           | 19                | Завершила виступ | Завершила виступ | Завершила виступ | Завершила виступ |
| Юдіт Ігнасіо                                                      | 100 м батерфляєм                  | 59.61             | 30                | Завершила виступ | Завершила виступ | Завершила виступ | Завершила виступ |
| Юдіт Ігнасіо                                                      | 200 м батерфляєм                  | 2:09.82           | 20                | Завершила виступ | Завершила виступ | Завершила виступ | Завершила виступ |
| Хессіка Валь                                                      | 100 м брасом                      | 1:07.07           | 14 Q              | 1:07.55          | 16               | Завершила виступ | Завершила виступ |
| Хессіка Валь                                                      | 200 м брасом                      | 2:24.55           | 11 Q              | 2:24.22          | 10               | Завершила виступ | Завершила виступ |
| Марія Вілас                                                       | 800 м вільним стилем              | 8:36.43           | 19                | Н/Д              | Н/Д              | Завершила виступ | Завершила виступ |
| Марія Вілас                                                       | 400 м комплексом                  | 4:42.52           | 19                | Н/Д              | Н/Д              | Завершила виступ | Завершила виступ |
| Erika Villaécija                                                  | 10 км                             | Н/Д               | Н/Д               | Н/Д              | Н/Д              | 1:59:04.8        | 17               |
| Афріка Заморано Санз                                              | 200 м на спині                    | 2:13.74           | 25                | Завершила виступ | Завершила виступ | Завершила виступ | Завершила виступ |
| Афріка Заморано Санз                                              | 200 м комплексом                  | 2:14.87           | 24                | Завершила виступ | Завершила виступ | Завершила виступ | Завершила виступ |
| Патрісія Кастро Мелані Коста Fátima Gallardo Marta González       | Естафета 4 × 100 м вільним стилем | 3:40.46 NR        | 13                | Н/Д              | Н/Д              | Завершила виступ | Завершила виступ |
| Патрісія Кастро Мелані Коста Fátima Gallardo Афріка Заморано Санз | Естафета 4 × 200 м вільним стилем | 8:03.74           | 16                | Н/Д              | Н/Д              | Завершила виступ | Завершила виступ |

## Синхронне плавання
| Спортсменка                  | Дисципліна | Обов'язкова програма | Обов'язкова програма | Довільна програма (попередня) | Довільна програма (попередня) | Довільна програма (попередня)    | Довільна програма (попередня) | Довільна програма (фінал) | Довільна програма (фінал)        | Довільна програма (фінал) |
| Спортсменка                  | Дисципліна | Очки                 | Місце                | Очки                          | Місце                         | Загалом (обов'язкова + довільна) | Місце                         | Очки                      | Загалом (обов'язкова + довільна) | Місце                     |
| ---------------------------- | ---------- | -------------------- | -------------------- | ----------------------------- | ----------------------------- | -------------------------------- | ----------------------------- | ------------------------- | -------------------------------- | ------------------------- |
| Она Карбонелл Хемма Менгуаль | Дуети      | 92.5024              | 5                    | 93.7667                       | 4                             | 186.2691                         | 5 Q                           | 94.1333                   | 186.6357                         | 5                         |

## Настільний теніс
| Спортсмен   | Дисципліна                  | Попередній раунд   | Раунд 1             | Раунд 2              | Раунд 3            | 1/8 фіналу         | Чвертьфінали       | Півфінали          | Фінал / БМ         | Фінал / БМ       |
| Спортсмен   | Дисципліна                  | Суперник Результат | Суперник Результат  | Суперник Результат   | Суперник Результат | Суперник Результат | Суперник Результат | Суперник Результат | Суперник Результат | Місце            |
| ----------- | --------------------------- | ------------------ | ------------------- | -------------------- | ------------------ | ------------------ | ------------------ | ------------------ | ------------------ | ---------------- |
| He Zhiwen   | одиночний розряд (чоловіки) | Bye                | Feng Yj (USA) W 4–2 | Chen C-a (TPE) L 2–4 | Завершив виступ    | Завершив виступ    | Завершив виступ    | Завершив виступ    | Завершив виступ    | Завершив виступ  |
| Галя Дворак | одиночний розряд (жінки)    | Bye                | Lin G (BRA) L 2–4   | Завершила виступ     | Завершила виступ   | Завершила виступ   | Завершила виступ   | Завершила виступ   | Завершила виступ   | Завершила виступ |
| Shen Yanfei | одиночний розряд (жінки)    | Bye                | Bye                 | Ni Xl (LUX) L 3–4    | Завершив виступ    | Завершив виступ    | Завершив виступ    | Завершив виступ    | Завершив виступ    | Завершив виступ  |

## Тхеквондо
| Спортсмен      | Категорія           | 1/8 фіналу              | Чвертьфінали            | Півфінали             | Втішний поєдинок    | Фінал / БМ            | Фінал / БМ |
| Спортсмен      | Категорія           | Суперник Результат      | Суперник Результат      | Суперник Результат    | Суперник Результат  | Суперник Результат    | Місце      |
| -------------- | ------------------- | ----------------------- | ----------------------- | --------------------- | ------------------- | --------------------- | ---------- |
| Хесус Тортоса  | до 58 кг (чоловіки) | Zhao S (CHN) L 3–7      | Завершив виступ         | Завершив виступ       | Хаджамі (MAR) W 4–1 | Піє (DOM) L 5–6 SUD   | 5          |
| Хоель Гонсалес | до 68 кг (чоловіки) | Гргіч (CRO) W 4–3       | Пуревджавин (MGL) W 7–4 | Абугауш (JOR) L 7–12  | Bye                 | Contreras (VEN) W 4–3 | 3          |
| Ева Калво      | до 57 кг (жінки)    | Харнсудзінь (THA) W 6–5 | Алізаде (IRI) W 8–7     | Малак (EGY) W 1–0 SUD | Bye                 | Джонс (GBR) L 7–16    | 2          |

## Теніс
Чоловіки
| Спортсмен                          | Дисципліна       | 1/32 фіналу                         | 1/16 фіналу                        | 1/8 фіналу                                 | Чвертьфінали                    | Півфінали                                    | Фінал / БМ                           | Фінал / БМ      |
| Спортсмен                          | Дисципліна       | Суперник Результат                  | Суперник Результат                 | Суперник Результат                         | Суперник Результат              | Суперник Результат                           | Суперник Результат                   | Місце           |
| ---------------------------------- | ---------------- | ----------------------------------- | ---------------------------------- | ------------------------------------------ | ------------------------------- | -------------------------------------------- | ------------------------------------ | --------------- |
| Роберто Баутіста Аґут              | одиночний розряд | Кузнєцов (RUS) W 6–7(4–7), 6–2, ret | Lorenzi (ITA) W 7–6(7–2), 6–2      | Müller (LUX) W 6–4, 7–6(7–4)               | del Potro (ARG) L 5–7, 6–7(4–7) | Завершив виступ                              | Завершив виступ                      | Завершив виступ |
| Давид Феррер                       | одиночний розряд | Istomin (UZB) W 6–2, 6–1            | Donskoy (RUS) L 6–3, 6–7(1–7), 5–7 | Завершив виступ                            | Завершив виступ                 | Завершив виступ                              | Завершив виступ                      | Завершив виступ |
| Рафаель Надаль                     | одиночний розряд | Delbonis (ARG) W 6–2, 6–1           | Seppi (ITA) W 6–3, 6–3             | Simon (FRA) W 7–6(7–5), 6–3                | Bellucci (BRA) W 2–6, 6–4, 6–2  | del Potro (ARG) L 7–5, 4–6, 6–7(5–7)         | Нішікорі (JPN) L 2–6, 7–6(7–1), 3–6  | 4               |
| Albert Ramos                       | одиночний розряд | Нішікорі (JPN) L 2–6, 4–6           | Завершив виступ                    | Завершив виступ                            | Завершив виступ                 | Завершив виступ                              | Завершив виступ                      | Завершив виступ |
| Роберто Баутіста Аґут Давид Феррер | парний розряд    | Н/Д                                 | Росол / Štěpánek (CZE) W 6–1, 6–4  | Кубот / Matkowski (POL) W 6–3, 7–6(7–5)    | Джонсон / Сок (USA) L 4–6, 2–6  | Завершив виступ                              | Завершив виступ                      | Завершив виступ |
| Марк Лопес Таррес Рафаель Надаль   | парний розряд    | Н/Д                                 | Haase / Роєр (NED) W 6–4, 6–4      | del Potro / González (ARG) W 6–3, 5–7, 6–2 | Марах / Пея (AUT) W 6–3, 6–1    | Нестор / Поспішил (CAN) W 7–6(7–1), 7–6(7–4) | Мерджа / Текеу (ROU) W 6–2, 3–6, 6–4 | 1               |

Жінки
| Спортсменка                                   | Дисципліна       | 1/32 фіналу                    | 1/16 фіналу                               | 1/8 фіналу                               | Чвертьфінали                        | Півфінали           | Фінал / БМ          | Фінал / БМ       |
| Спортсменка                                   | Дисципліна       | Суперниця Результат            | Суперниця Результат                       | Суперниця Результат                      | Суперниця Результат                 | Суперниця Результат | Суперниця Результат | Місце            |
| --------------------------------------------- | ---------------- | ------------------------------ | ----------------------------------------- | ---------------------------------------- | ----------------------------------- | ------------------- | ------------------- | ---------------- |
| Гарбінє Мугуруса                              | одиночний розряд | Mitu (ROU) W 6–2, 6–2          | Хібіно (JPN) W 6–1, 6–1                   | Пуїг (PUR) L 1–6, 1–6                    | Завершила виступ                    | Завершила виступ    | Завершила виступ    | Завершила виступ |
| Карла Суарес Наварро                          | одиночний розряд | Іванович (SRB) W 2–6, 6–1, 6–2 | Конюх (CRO) W 7–6(7–5), 6–3               | Кіз (USA) L 3–6, 6–3, 3–6                | Завершила виступ                    | Завершила виступ    | Завершила виступ    | Завершила виступ |
| Анабель Медіна Гаррігес Аранча Парра Сантонха | парний розряд    | Н/Д                            | Маттек-Сендс / Вандевей (USA) L 1–6, 1–6  | Завершила виступ                         | Завершила виступ                    | Завершила виступ    | Завершила виступ    | Завершила виступ |
| Гарбінє Мугуруса Карла Суарес Наварро         | парний розряд    | Н/Д                            | Gonçalves / Перейра (BRA) W 7–6(8–6), 6–2 | Фліпкенс / Вікмаєр (BEL) W 7–5, 2–6, 6–2 | Макарова / Весніна (RUS) L 3–6, 4–6 | Завершила виступ    | Завершила виступ    | Завершила виступ |

Змішаний
| Спортсмен                         | Дисципліна    | 1/8 фіналу                       | Чвертьфінали       | Півфінали          | Фінал / БМ         | Фінал / БМ      |
| Спортсмен                         | Дисципліна    | Суперник Результат               | Суперник Результат | Суперник Результат | Суперник Результат | Місце           |
| --------------------------------- | ------------- | -------------------------------- | ------------------ | ------------------ | ------------------ | --------------- |
| Гарбінє Мугуруса Рафаель Надаль   | парний розряд | Градецька / Štěpánek (CZE) L WO  | Завершив виступ    | Завершив виступ    | Завершив виступ    | Завершив виступ |
| Карла Суарес Наварро Давид Феррер | парний розряд | Вотсон / Маррей (GBR) L 3–6, 4–6 | Завершив виступ    | Завершив виступ    | Завершив виступ    | Завершив виступ |

## Тріатлон
| Спортсмен        | Дисципліна | Плавання, 1,5 км | Перехід 1 | Велосипед, 40 км         | Перехід 2                | Біг, 10 км               | Загалом Time             | Місце                    |
| ---------------- | ---------- | ---------------- | --------- | ------------------------ | ------------------------ | ------------------------ | ------------------------ | ------------------------ |
| Фернандо Аларза  | чоловіки   | 18:05            | 0:51      | 56:23                    | 0:38                     | 32:11                    | 1:48:08                  | 18                       |
| Вісенте Ернандес | чоловіки   | 18:10            | 0:50      | 55:41                    | 0:35                     | 33:34                    | 1:48:50                  | 27                       |
| Маріо Мола       | чоловіки   | 17:37            | 0:46      | 56:18                    | 0:33                     | 31:12                    | 1:46:26                  | 8                        |
| Miriam Casillas  | жінки      | 20:04            | 0.51      | 1:06:03                  | 0:43                     | 37:51                    | 2:05:32                  | 43                       |
| Айнгоа Муруа     | жінки      | 19:19            | 0.56      | 1:04:29                  | 1:30                     | Не фінішував             | Не фінішував             | Не фінішував             |
| Кароліна Рутьє   | жінки      | 19:01            | 0.56      | Відстав більш як на коло | Відстав більш як на коло | Відстав більш як на коло | Відстав більш як на коло | Відстав більш як на коло |

## Волейбол

### Пляжний
| Спортсмен                        | Дисципліна | Груповий етап | Місце | 1/8 фіналу                                         | Чвертьфінали       | Півфінали          | Фінал / БМ         | Фінал / БМ      |
| Спортсмен                        | Дисципліна | Суперник Результат | Місце | Суперник Результат                                 | Суперник Результат | Суперник Результат | Суперник Результат | Місце           |
| -------------------------------- | ---------- | --- | ----- | -------------------------------------------------- | ------------------ | ------------------ | ------------------ | --------------- |
| Adrián Gavira Pablo Herrera      | Чоловіки   | Група F Huber – Шидл (AUT) W 2 – 1 (14–21, 21–17, 15–13) Перейра – Юноус (QAT) L 1 – 2 (21–13, 18–21, 12–15) Гібб – Patterson (USA) W 2 – 1 (21–19, 16–21, 15–7) | 1 Q   | Серутті – Бруно Шмідт (BRA) L 0 – 2 (22–24, 13–21) | Завершив виступ    | Завершив виступ    | Завершив виступ    | Завершив виступ |
| Ельза Бакерісо Ліліана Фернандес | жінки      | Pool B Галлай – Клуг (ARG) W 2 – 0 (21–11, 21–19) Hermannová – Sluková (CZE) W 2 – 0 (21–15, 21–19) Беднарчук – Сейшас (BRA) W 2 – 0 (21–17, 22–20)              | 1 Q   | Бірлова – Уколова (RUS) L 0 – 2 (21–23, 22–24)     | Завершив виступ    | Завершив виступ    | Завершив виступ    | Завершив виступ |

## Водне поло
Підсумок

Легенда:
- FT – Після основного часу.
- P – Долю матчу вирішила серія післяматчевих пенальті.

| Команда       | Дисципліна       | Груповий етап      | Груповий етап      | Груповий етап      | Груповий етап      | Груповий етап      | Груповий етап | Чвертьфінал        | Півфінал           | Фінал / БМ         | Фінал / БМ |
| Команда       | Дисципліна       | Суперник Результат | Суперник Результат | Суперник Результат | Суперник Результат | Суперник Результат | Місце         | Суперник Результат | Суперник Результат | Суперник Результат | Місце      |
| ------------- | ---------------- | ------------------ | ------------------ | ------------------ | ------------------ | ------------------ | ------------- | ------------------ | ------------------ | ------------------ | ---------- |
| Spain men's   | чоловічий турнір | Італія L 8–9       | США W 10–9         | Хорватія W 9–4     | Франція W 10–4     | Чорногорія D 9–9   | 1             | Сербія L 7–10      | Греція L 7–9       | Бразилія W 9–8     | 7          |
| Spain women's | жіночий турнір   | США L 4–11         | Угорщина W 11–10   | КНР W 12–4         | Н/Д                | Н/Д                | 2             | Росія L 12–8       | КНР W 11–6         | Австралія W 12–10  | 5          |

### Чоловічий турнір
Склад команди
Шаблон:Склад чоловічої збірної Іспанії з водного поло на літніх Олімпійських іграх 2016
Груповий етап
Шаблон:Підсумкова таблиця в групі B чоловічого турніру з водного поло на літніх Олімпійських іграх 2016
Шаблон:Чоловічий турнір з водного поло на літніх Олімпійських іграх 2016, гра B3
Шаблон:Чоловічий турнір з водного поло на літніх Олімпійських іграх 2016, гра B6
Шаблон:Чоловічий турнір з водного поло на літніх Олімпійських іграх 2016, гра B8
Шаблон:Чоловічий турнір з водного поло на літніх Олімпійських іграх 2016, гра B12
Шаблон:Чоловічий турнір з водного поло на літніх Олімпійських іграх 2016, гра B14
Чвертьфінал
Шаблон:Чоловічий турнір з водного поло на літніх Олімпійських іграх 2016, гра C4
Classification semifinal (5–8)
Шаблон:Чоловічий турнір з водного поло на літніх Олімпійських іграх 2016, гра D2
Матч за сьоме місце
Шаблон:Чоловічий турнір з водного поло на літніх Олімпійських іграх 2016, гра E1

### Жіночий турнір
Склад команди
Шаблон:Склад жіночої збірної Іспанії з водного поло на літніх Олімпійських іграх 2016
Груповий етап
Шаблон:Підсумкова таблиця в групі B жіночого турніру з водного поло на літніх Олімпійських іграх 2016
Шаблон:Жіночий турнір з водного поло на літніх Олімпійських іграх 2016, гра B2
Шаблон:Жіночий турнір з водного поло на літніх Олімпійських іграх 2016, гра B4
Шаблон:Жіночий турнір з водного поло на літніх Олімпійських іграх 2016, гра B5
Чвертьфінал
Шаблон:Жіночий турнір з водного поло на літніх Олімпійських іграх 2016, гра C3
Classification semifinal (5–8)
Шаблон:Жіночий турнір з водного поло на літніх Олімпійських іграх 2016, гра D2
Fifth place match
Шаблон:Жіночий турнір з водного поло на літніх Олімпійських іграх 2016, гра E2

## Важка атлетика
| Спортсмен          | Категорія           | Ривок     | Ривок | Поштовх   | Поштовх | Загалом | Місце |
| Спортсмен          | Категорія           | Результат | Місце | Результат | Місце   | Загалом | Місце |
| ------------------ | ------------------- | --------- | ----- | --------- | ------- | ------- | ----- |
| Хосуе Брачі Гарсія | до 56 кг (чоловіки) | 120       | DNF   | —         | —       | —       | DNF   |
| Давід Санчес       | до 69 кг (чоловіки) | 142       | 12    | 175       | 15      | 317     | 10    |
| Андрес Мата        | до 77 кг (чоловіки) | 153       | 8     | 190       | 7       | 343     | 7     |
| Лідія Валентін     | до 75 кг (жінки)    | 116       | 2     | 141       | 3       | 257     | 3     |

## Боротьба
Легенда:
- VT – Перемога на туше.
- PP – Перемога за очками – з технічними очками в того, хто програв.
- PO – Перемога за очками – без технічних очок в того, хто програв.
- ST – Перемога за явної переваги – різниця в очках становить принаймні 8 (греко-римська боротьба) або 10 (вільна боротьба) очок, без технічних очок у того, хто програв.

Чоловіки
| Спортсмен                 | Категорія | Кваліфікація         | 1/8 фіналу         | Чвертьфінал        | Півфінал           | Втішний поєдинок 1 | Втішний поєдинок 2 | Фінал / БМ         | Фінал / БМ |
| Спортсмен                 | Категорія | Суперник Результат   | Суперник Результат | Суперник Результат | Суперник Результат | Суперник Результат | Суперник Результат | Суперник Результат | Місце      |
| ------------------------- | --------- | -------------------- | ------------------ | ------------------ | ------------------ | ------------------ | ------------------ | ------------------ | ---------- |
| Фрієв Таймураз Русланович | до 74 кг  | Лопес (CUB) L 1–3 PP | Завершив виступ    | Завершив виступ    | Завершив виступ    | Завершив виступ    | Завершив виступ    | Завершив виступ    | 13         |